# Хипостаза (медицина)
Хипостаза од (грч. hypóstasis — застој) или хипостазна хиперемија, (лат. hypostasis) је посебна врста пасивне хиперемије настала код инсуфицијенције циркулације и недовољног артеријског притиска, при чему крв не може да протиче кроз капиларе потребном енергијом. Крв због тога под дејством гравитације застаје у нижим деловима тела сходно законима силе теже.
При усправном положају више крви се налази у доњим удовима. Код болесника у постељи налази се већа количина крви у дорзалним деловима трупа. Ако болесник лежи на леђима онда се највећа количина крви слива у дорзо-базалне делове плућа. Хипостазна хиперемија доводи до сличних последица као и застојна хиперемија и одликује са тамно-плавичастом-црвенкастом бојом ткива. Она се јавља при крају живота болесника и представља већином агоналну појаву, која у плућима припрема терен за појаву запаљење плућа. Ово стање се назива хипостазна пнеумонија.
Такође после наступања смрти долази до сливања крви у ниже партије под дејством сила теже. На овај начин настају мртвачке мрље (лат. livores mortis) које представљају најважнији знак да је наступила смрт.